# André Despéramons
André Despéramons, né le 30 août 1861 à Montech et mort le 7 janvier 1951 à Molitg-les-Bains, est un avocat et journaliste français membre de l'Action française.

## Biographie
Fils de parents catholiques et royalistes, André Despéramons suit des études classiques dans le collège jésuite Sainte-Marie de Caoussou. Il poursuit ses études à l'université catholique de droit de Toulouse et monte au barreau en 1883. Durant sa jeunesse, il se joint à une organisation royaliste initiée par le général Charette pour la réhabilitation du comte de Chambord.
En 1883, il devient secrétaire départemental des jeunesses royalistes des Pyrénées Orientales et rédacteur en chef du journal Le Roussillon jusqu'à sa disparition en 1944. Durant les années 1920, il est promu directeur politique du journal.
En parallèle, il fonde le cercle royaliste Le Panache et devient le président des sections catalanes d’Action Française en 1905. De 1906 à 1926, Despéramons est nommé président du comité royaliste sous le duc d’Orléans.
À partir de 1927, il devient délégué régional du duc de Guise, de la zone de Toulouse, regroupant les départements du Lot, de l’Aveyron, du Tarn, du Tarn-et-Garonne, du Gers, de la Haute-Garonne, de l’Ariège, de l’Aude et des Pyrénées-Orientales.
Durant la Seconde Guerre mondiale, il soutient le Maréchal Pétain tandis que son journal continue de paraître jusqu'en 1944.

## Presse
- Le Roussillon, hebdomadaire publié à Perpignan.

## Publications
- Le Péché d'Action française, conférence donnée à Lyon le 29 novembre 1927, Perpignan, Imprimerie Fortuné Labau (1927)